# Flaga Surinamu
Flaga Surinamu – flaga państwowa Surinamu.

## Charakterystyka i symbolika
Flagę tworzy pięć pasów poziomych, licząc od góry:
1. pas zielony (o szerokości 2/10 wysokości flagi)
2. pas biały (szerokości 1/10 wysokości flagi)
3. pas czerwony (pas środkowy o szerokości 4/10 wysokości flagi)
4. pas biały (szerokości 1/10 wysokości flagi)
5. pas zielony (szerokości 2/10 wysokości flagi)

W centrum flagi Surinamu na czerwonym pasie znajduje się pięcioramienna żółta gwiazda przypominająca
o konieczności zgody i jedności kraju mającego znacznie zróżnicowaną strukturę etniczną, bowiem zamieszkują tu Indianie, Europejczycy, Afrykanie, Hindusi, Indonezyjczycy, Chińczycy i inni. Zielona barwa jest symbolem urodzaju i nadziei w nowy Surinam. Barwa biała uzmysławia sprawiedliwość i wolność, a czerwona miłość, która ma pobudzać naród do działań i rozwoju. Barwa żółta wyobraża poświęcenie w trosce o złotą przyszłość państwa.

Wymiary flagi

## Historyczne warianty flagi

Propozycja flagi dla Gujany Holenderskiej
Flaga gubernatora Gujany Holenderskiej z lat 1954–1966
Flaga gubernatora Gujany Holenderskiej z lat 1966–1975
Sztandar premiera Surinamu z lat 1975–1988
Flaga Gujany Holenderskiej 1959–1975